# Gomonsgou
Gomonsgou, également appelé Gomponsgou, est un village du département et la commune rurale de Bilanga, situé dans la province de la Gnagna et la région de l’Est au Burkina Faso.

## Santé et éducation
Le centre de soins le plus proche de Gomonsgou est le centre de santé et de promotion sociale (CSPS) de Bilanga.
Le village possède une école primaire publique.